# Spiranthes aestivalis
Spiranthes aestivalis (лат.) — вид однодольных растений рода Скрученник (Spiranthes) семейства Орхидные (Orchidaceae). Под текущим таксономическим названием растение описано в 1818 году французским ботаником Луи Клодом Ришаром.

## Распространение
Распространён в западной и центральной Европе и на северо-западе Африки. Произрастает в болотистых местах.

## Ботаническое описание
Многолетнее растение 20—40 см высотой.
Клубни удлинённые, цилиндрические.
Листья продолговатые или ланцетно-линейные, по 2—3 на каждом растении.
Цветки белые, ароматные.
Цветёт в июне—августе.

## Синонимика
Синонимичные названия:
- Gyrostachys aestivalis (Poir.) Dumort.
- Neottia aestivalis (Poir.) DC.
- Ophrys aestiva Balb.
- Ophrys aestivalis Poir.basionym
- Tussacia aestivalis (Poir.) Desv.